# Hand der Fatima

Hand der Fatima

Die Hand der Fatima (auch Hamsa, Chamsa, Khamsa, arabisch خمسة, DMG ḫamsa ‚fünf‘) ist ein kulturelles Zeichen im islamischen Volksglauben Nordafrikas und des Nahen Ostens. Es gilt als universell schützend und als wirksamste Abwehrmaßnahme im Kampf gegen die Dschinn und den Bösen Blick. Das schützende Handsymbol ist im Orient bei den Juden als Hand der Mirjam und bei den Christen als Hand der Maria bekannt.

## Zur Namensgebung
Der Name geht auf Fatima (606–632), jüngste Tochter des Propheten Mohammed mit seiner ersten Ehefrau Chadidscha, zurück. Sie wird als sündenfreie Jungfrau verehrt. Da ihre Kinder als einzige bis ins Erwachsenenalter am Leben blieben, ist sie zugleich Mutter der Aliden und damit Mutter aller Nachkommen Mohammeds und Vorbild für die heutigen Mütter. Es gibt bei beiden Zuschreibungen Parallelen zur christlichen Verehrung der Maria, die als Mutter Jesu geehrt wird. Fatima wird unter anderem als al-Batul („die Jungfrau“) und als „Königin der Frauen des Paradieses“ bezeichnet.
Im nordafrikanischen Volksislam haben sich vorislamische Traditionen und Glaubensinhalte des Sufismus vermischt. Sufi-Anhänger haben eine engere gefühlsmäßige Beziehung zur Familie des Propheten (Ahl al-bait) und den Nachkommen Fatimas (Sayyid), allerdings ohne in der Frage der Rechtsnachfolge Mohammeds die Position der Schiiten zu übernehmen. Der Name und die Abstammung von Fatima wurden von der Dynastie der Fatimiden beansprucht.

## Bedeutung
Gemäß dem islamischen Volksglauben muss im Alltag ständig auf Dschinn Rücksicht genommen werden. Dschinn ist eine Sammelbezeichnung für mehr oder weniger gute oder böse Geister, die zwar nicht besiegt, aber durch Abwehrzauber gebannt werden können. Ursprung des Glaubens an die Dschinn ist Sure 72. In dieser Sure werden die Dschinn als real dargestellt. Sie haben Gottes Wort im Koran gehört und bekennen sich hier ausdrücklich als gläubige Wesen.
Eine weitere Gefahr soll durch den Bösen Blick drohen, dessen Ursache der Neid (hassad) ist, den das Opfer oft durch Unvorsichtigkeit selbst heraufbeschwört. In Sure 113 wird unter anderem göttlicher Schutz vor dem Neid erbeten. Dieser soll sich durch faktisches Handeln oder feinstofflich äußern können. Weltweit wird Neid in vielen Kulturen als eine Gefahr empfunden, vor der besonders kleine Kinder geschützt werden müssen. Dieser Bedrohung meint man entgehen zu können, indem man dem Kind zunächst einen hässlichen Namen gibt oder es mit hässlichen Zeichen bemalt, damit es nicht bemerkt wird. Speziell in der islamischen Volkskultur werden zur Abwehr des Bösen Blicks auch Amulette mit Koransuren, Ketten aus Bernstein oder eben die abwehrende Hand der Fatima verwendet. Amulette, die Koranzitate enthalten, sind im Islam zulässig (sie stehen nicht im Widerspruch zum Einheitsbekenntnis Tauhīd). Das Vertrauen auf Glücksbringer, die magische Zeichen beinhalten, gilt dagegen als Aberglaube (Beigesellung – Schirk). Besondere Dufthölzer (Weihrauch – bachûr) zu verbrennen ist ein alter orientalischer Brauch und soll ebenfalls hilfreich gegen den Neid sein. Wenn Mütter ungern die Zahl ihrer Kinder nennen, so haben sie Angst vor Neid. Wertende Äußerungen gegenüber anderen Menschen sollten unterlassen werden, da sie sich als Missgunst und üble Nachrede („böse Zunge“) rächen könnten. Selbst Lob könnte gegenteilig aufgefasst werden und Schaden verursachen.

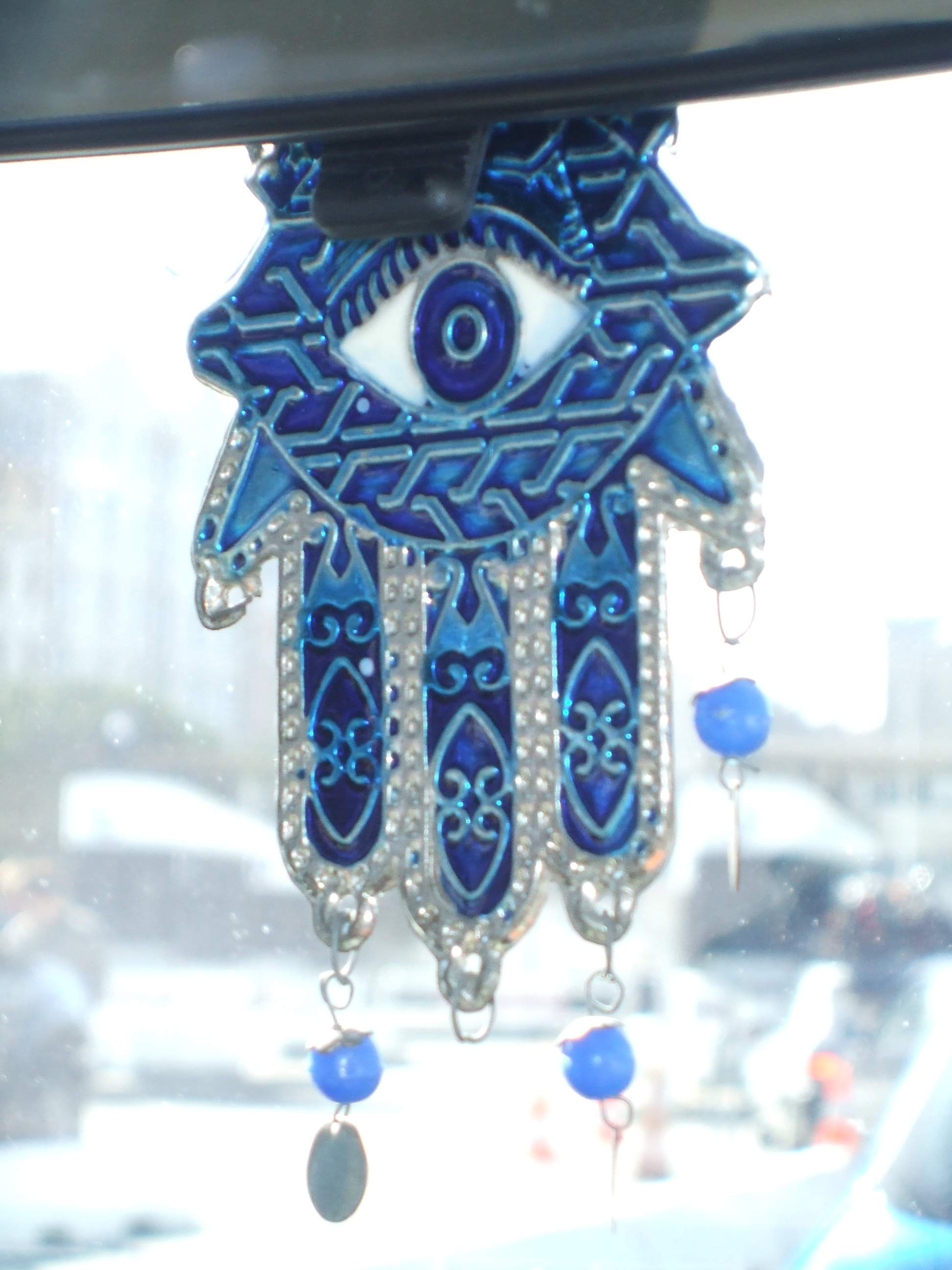
Hand der Fatima mit blauem Auge. Das Glas-Amulett soll einen Autofahrer in Tunesien beschützen

Die Hand der Fatima ist einmal als Distanzgeste ein magisches Abwehrmittel, zum anderen ist es eine Segen spendende Hand, ein Symbol für Kraft und Glück. In der Bedeutung als Glückssymbol findet sich das Zeichen im Wappen Algeriens und war auf den Fahnen des türkischen Janitscharenkorps abgebildet. Dem Vieh werden Khamsa-Halsketten zum Schutz vor Krankheiten umgehängt; die Hand ist auf manche Trommeln gemalt, die für Besessenheitsrituale verwendet werden. Als modisches Accessoire in westlichen Ländern kommt die Hand der Fatima auch ohne eigentliche Bedeutung aus.
Der arabische Name rührt von den fünf gezeigten Fingern der geöffneten Handfläche. Die Zahl Fünf selbst kann eine Schutzfunktion haben oder als Drohung verwendet werden, der Fluch chamsa fi aïnek („fünf in dein Auge“) kann zugleich den Bösen Blick abwenden.
Die Zahl Fünf hat weitere symbolische Bedeutungen, die jedoch alle im Koran noch nicht ausgeführt werden. Im Koran kommt die Fünf allgemein schlicht im Zusammenhang mit großen Mengen vor. Die Zahl steht gemäß dem Gabriel-Hadith im Besonderen für die fünf Grundpflichten des Islams. Sie kann auch für jene fünf Personen stehen, die „Gott unter seinen Mantel“ (seinen besonderen Schutz) genommen hat. In der Türkei ist hierfür der aus der persisch-türkischen Mystik stammende Begriff pençe-i âl-i abâ geläufig, der sich aus pençe (von indogermanisch penk-, „fünf“) und dem arabischen āl al-ʿabā zusammensetzt, einem Synonym für ahl al-kisāʾ, den „Leuten des Mantels“. Diese Personen wurden im Hurufismus und der Batiniyya als Hand dargestellt. Die fünf Finger repräsentierten hierbei den Propheten Mohammed und seine nächsten Verwandten: Fatima, ihren Ehemann Ali und dessen Söhne Hasan und Husain. Die Hand symbolisierte Gott. In unterschiedlichen Volkserzählungen wird das Symbol der Hand in Erlebnissen mit schrecklichem Ausgang für Fatima begründet. Als Al Khamsa ist die Legende der fünf folgsamen Stuten Mohammeds bekannt.
Die mit verschiedenen Namen (Astarte, Tanit, Aschtoret) belegte alte Fruchtbarkeits- und Schutzgöttin des östlichen Mittelmeerraumes wurde mit Kind im linken Arm und erhobener rechter Hand abgebildet. Von dort gelangte sie mit den Phöniziern nach Nordafrika und wurde ab der Mitte des 1. Jahrtausends v. Chr. als Tanit Hauptgöttin von Karthago. Das Zeigen der offenen Hand hat universelle schützende oder segnende Symbolkraft, entsprechend finden sich Handabdrücke bereits an steinzeitlichen Höhlen. Die Bedeutungsdimension der Fatima-Hand geschichtlich von der Göttin Tanit herzuleiten, ist daher nur eine Möglichkeit, würde aber immerhin eine Erklärung für die geografische Verbreitung bieten.
Christen kennen analog eine segnende Hand der Maria, auch als Geste der Verkündigung. Bei Juden gibt es die Hand der Miriam, benannt nach Mirjam, der älteren Schwester von Moses und Aaron. Diese drei führten beim Exodus die Israeliten ins gelobte Land Kanaan.
Alternativen Schutz sollen Fischsymbole und bei Frauen Henna-Tätowierungen bieten. Fisch steht als Wasserelement in der Wüstenregion für Leben und Fruchtbarkeit. Henna selbst hat schützende Funktion, in diese Farbe getauchte Hände werden noch heute über Hauseingängen gestempelt.

## Abbildung

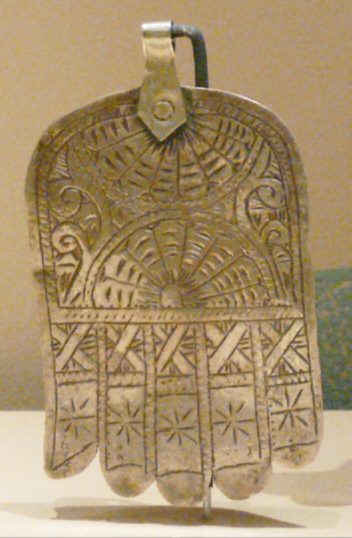
„Hand der Fatima“, Silberlegierung, Marokko, Anfang 20. Jahrhundert

Die Darstellungen unterliegen praktisch keinen formalen Beschränkungen, höchstens denen der Phantasie. Häufig ist die Grundform symmetrisch, Daumen und kleiner Finger entsprechen sich. Die Finger der Hand können nach oben oder unten gerichtet sein. Ein Kompositsymbol ist die abwehrende Hand mit einem großen Auge in der Mitte (Auge der Fatima) oder mit dem Schriftzug Allahs. Die Hand findet sich groß auf Hauswände gemalt, als Buchillustration, zusammen mit Segenssprüchen in einem Amulett oder als kleiner silberner Anhänger mit blauem Auge darin in bunten Schmuckkettchen. Silber erscheint als das reinste Material. Es ist die Farbe des Mondes und wird im Koran als geeignetes Material für Armringe erwähnt (Sure 76: 21). Nach der Überlieferung trug Mohammed einen Ring aus Silber (so bei Al-Buchārī, 5866). Die Hand als Frauenschmuck ist also ästhetisch, schützend und Wertobjekt.
Das blaue Auge fixiert auch allein den bösen Blick, es heißt Nazar (arabisch „Blick“) und wird besonders in der Türkei als Amulett getragen. Die Wirkmacht des magischen Auges wird über die Jahrtausende vom Horusauge des ägyptischen Alten Reiches hergeleitet, wo es bereits als Amulett getragen und den Toten als Beschützer für die jenseitige Welt mitgegeben wurde. Die geschichtliche Dimension steigert die Bedeutung des kombinierten Zeichens.
Es gibt einen Unterschied zwischen magischen Zeichen, wie es die Hand der Fatima darstellt, und den Niederschriften von Koransuren, wie sie von verehrten Korangelehrten (allgemein Faki, unterschiedliche lokale Bezeichnungen) zu denselben Zwecken angeboten werden. Beide werden vorwiegend als Amulette getragen. Die arabischen Schriftzeichen, die als „Briefchen“ im Amulett (hijāb) enthalten sind, entfalten nur ihre gedachte Wirkung, wenn sie sicher verborgen sind. Es wäre auch für den Eigentümer selbst gefährlich, sie zu sehen. Die Hand der Fatima muss dagegen, da sie vorwiegend der Abwehr äußerer Gefahren dienen soll, auch nach außen sichtbar getragen werden.

### Chomeissa bei den Tuareg
Für die Tuareg sind Geister, die häufig vorislamischen Ursprung haben, überall in der Natur zu finden. Neben dem Bösen Blick, der bei ihnen Togerschek heißt, kennen sie eine ähnlich böswillige Kraft Etama, die „Strafe für Geiz“ bedeutet und über die insbesondere die am Rande der Gesellschaft stehenden Schmiede verfügen. Es darf keine Bitte ausgeschlagen werden; um nicht in eine verfängliche Situation zu geraten, braucht es umfangreiche Vorsichtsmaßnahmen. Wegen dieser Ängste muss eine besondere Form der Fatima-Hand, Chomeissa (von Chamsa, „fünf“), als Amulett getragen werden. Als Amulett-Schmuck an einer Halskette ist die Chomeissa für Tuaregfrauen unverzichtbarer Bestandteil ihrer Kleidung. Die Hand ist zu einer geometrischen Form aus gleichseitigen Dreiecken abstrahiert, fünf gleich große Dreiecke bilden die Finger. Ein auf der Seite stehendes Dreieck bedeutet Auge. Dem Material kommt ebenfalls Bedeutung zu: Eisen gilt als ungeeignet (es ist das Material der Schmiede), Silber wird auch hier eine positive magische Wirkung zugesprochen. Holz und Ziegenleder werden als neutral eingestuft, wirkungsvoll erscheint hingegen die Haut von Klippschliefer und Hyäne. Aus Dreiecken zusammengesetzter Silberschmuck wird auch von den Berber-Frauen Südmarokkos getragen. In einer Bedeutung, die der Dreiecksform und dem Material Silber entspricht, wird die Farbe Weiß eingesetzt. Weiß wird allgemein in Afrika selten als neutrale Farbe empfunden: es steht für Glück (zum Beispiel bei den Berti im Sudan) oder Tod (Weiße Ameisen). Im Süden des Tuareggebiets besteht die Chomeissa aus weißen Muscheln (meist Kaurischnecken).

### Zierfransen an Ledersäcken bei den Bidhan
Bidhan ist die Eigenbezeichnung für die in der westlichen Sahara lebenden Mauren, sie bilden die größte Volksgruppe in Mauretanien. Zu ihrer traditionell nomadischen Lebensweise gehörte als unentbehrlicher Einrichtungsgegenstand in den schwarzen Zelten (chaima) die tazāye (Plural tiziyāten), ein großer, aus drei Teilen zusammengenähter Sack aus festem Kamelleder für die Frauen, der zur Aufbewahrung von wertvollen Dingen wie Kleidung oder Nahrungsmitteln (Zucker, Tee) dient. An einer Seite sind zur Verzierung fünf etwa 70 Zentimeter lange und unterschiedlich breite Streifen aus feinerem Schaf- oder Ziegenleder angebracht. Der mittlere ist mit typischerweise 24 Zentimetern am breitesten, die seitlich nächsten Streifen messen etwa 6 Zentimeter, die beiden äußeren Streifen sind wieder etwas breiter (um 10 Zentimeter). Die Fransen (Plural gsas) sind durch Lederschnittmuster und Bemalung mit geometrischen Ornamenten verziert. Mit der äußeren Form wird die Fatimahand aufgenommen. Zu den festen Regeln der Gestaltung gehört bei der Ornamentik die Symmetrie und der wiederholte Bezug auf die Zahl Fünf. Die mittlere der fünf Fransen wird besonders reich verziert, sie ist in der Länge in fünf Abschnitte gegliedert, wobei zwei mittlere quadratische Felder entstehen. Deren Innendekor betont wiederum die Zahl Fünf, indem sich zum Beispiel vier Randquadrate um ein Mittelfeld gruppieren. Linien innerhalb dieser Felder können das aus der Zahl fünf hergeleitete Strukturprinzip theoretisch bis zur Unsichtbarkeit weitertreiben. Diese Gestaltungsregeln gelten prinzipiell für fast die gesamte maurische Ornamentik. So findet sich die Fünf auch als Muster auf den Armlehnkissen surmije.
Ab der Mitte des 20. Jahrhunderts begann zusammen mit anderen Formen der kulturellen Tradition die Verwendung der tiziyāten zurückzugehen, die fünf Fransen wurden abgeschnitten und dienen seither überwiegend als Wandschmuck. Viele der kostbaren Fransen an den Ledersäcken, die traditionell auch von den Saharauis verwendet werden, gelangten Ende der 1970er Jahre während des Unabhängigkeitskampfes um das Gebiet Westsahara auf die marokkanischen Märkte und in den Kunsthandel.

### Handabdruck im Sudan
Die Verwendung von Henna hat im Sudan in besonderem Maße Bedeutung als magische Abwehr gegen den Bösen Blick und anderes Unheil. Am besten zu verdeutlichen ist das an den streng ritualisierten mehrtägigen Heiratszeremonien, in welchen bei mehreren Gelegenheiten Henna zum Einsatz kommen muss. Der Bräutigam ehrt die Braut, indem er ihr Henna in ihre Handflächen drückt, ein Zeichen für dem Färbemittel zugedachte Segenskraft (Baraka). Erster Höhepunkt ist die „Henna-Nacht“, bei der Fußsohlen und Handflächen des Bräutigams mit Henna gefärbt werden, zu einem späteren Zeitpunkt führt die Braut einen Tanz auf, vor dem sie mit Henna-Mustern möglichst kunstvoll geschmückt werden muss. In jedem Fall gilt es, durch das Henna die periodisch wiederkehrende Gefahr Mushāhara abzuwehren. (Das Tragen weißer Kleidung gilt, der bereits erwähnten Bedeutung dieser Farbe entsprechend, ebenfalls als schützend.)

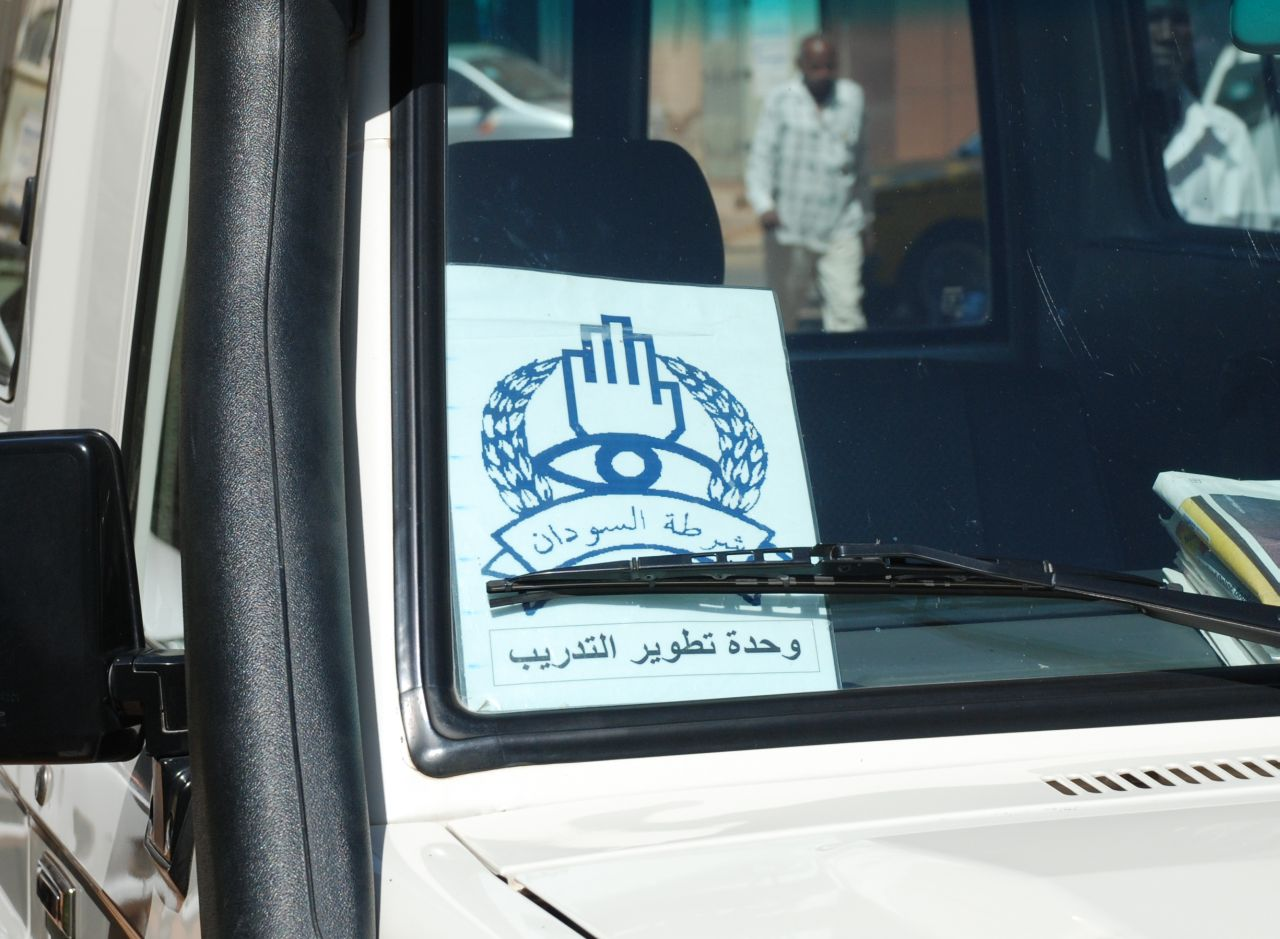
Vergrößerte Darstellung der Fatimahand mit Auge, von allgemein Fruchtbarkeit symbolisierenden Weizenähren umgeben. Verwendet vom Innenministerium und der ihm unterstellten regulären Polizei im Sudan.

Ein früher häufig außen über der Eingangstür der Gehöfte aus Stampflehmmauern angebrachtes Abwehrzeichen im muslimischen Norden des Sudan war der mit Hennafarbe hergestellte Handabdruck, der wie die gemalte Hand chamsa genannt wird und die fünf Grundpflichten des Islam symbolisiert. Diese Bauweise wurde auch in Dörfern weitgehend durch die Verwendung von gebrannten Ziegeln mit Zementputz ersetzt, wodurch mit der traditionellen Bemalung der Außenwände auch die Handabbildung praktisch verschwunden ist. Handabdrücke sind dagegen auf die Innenwände des Frauenbereichs (hosh harīm), der einem vermehrten Schutzbedürfnis unterliegt, aufgebracht. Im streng abgeschiedenen sakrosankten Raum der Frauen besitzt zusätzlich ein zentraler, das Dachgebälk tragender Pfosten durch die an ihm angebrachten Amulette magische Kraft. An diesen Pfosten gelehnt soll die Frau Kinder gebären.
Die Hand der Fatima ist im Sudan als grafisches Symbol im Alltag weit verbreitet. Es findet sich im Titel amtlicher Formblätter von Verwaltungsbehörden und Polizei.
Die Augen der Neugeborenen werden nach altarabischer Praxis die ersten 40 Tage vor dem Bösen Blick mit Antimon schwarz umrandet. Die Furcht vor dem Bösen Blick ist im Sudan allgegenwärtig und keineswegs nur auf den islamischen Volksglauben beschränkt. So schreibt Rudolf Slatin, der als angloägyptischer Gouverneur von Darfur in Gefangenschaft des Mahdi geriet und bis 1895 im Umfeld von dessen Nachfolger Abdallahi ibn Muhammad lebte, von der Angst dieses strenggläubigen Mannes vor dem Bösen Blick. Gegen den Bösen Blick, den Neid, Mushāhara, Dschinn und die besitzergreifenden Geister, die unter die Rubrik Zar fallen, gibt es im Sudan neben dem Handsymbol noch zahlreiche weitere Abwehrmittel und Rituale.

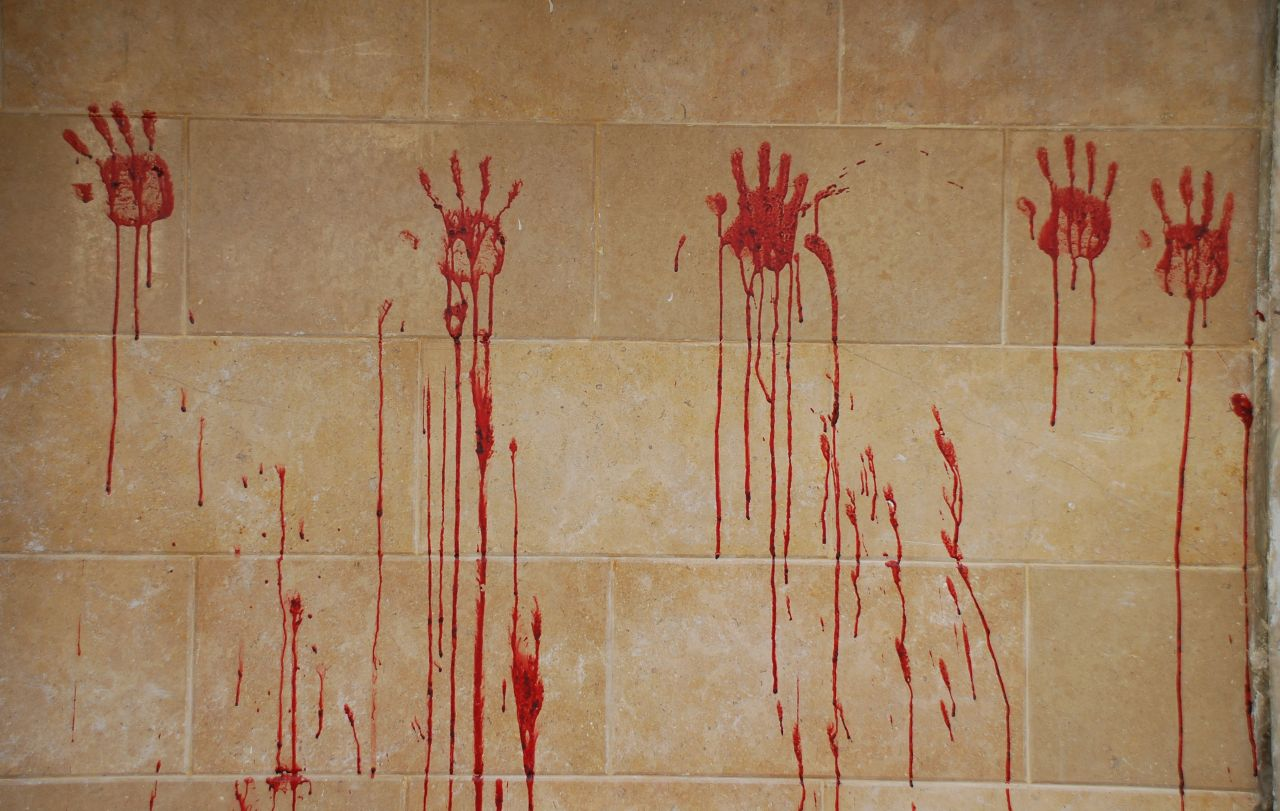
Islamisches Opferfest. Handabdrücke aus Schafsblut im Geschäftszentrum Kairos.

### Handabdruck als Glückssymbol beim Opferfest in Ägypten
Beim islamischen Opferfest (Īd ul-Adha) gilt die Verwendung des Glück bringenden Opferbluts als verstärkende Wirkung des Handabdrucks. In Ägypten erfolgt die private rituelle Opferzeremonie vor oder im Eingangsbereich der Häuser. Unmittelbar nachdem dem Opfertier – zumeist Schafe oder Rinder – die Kehle durchtrennt ist, werden die Hände in das heraustretende Blut gehalten und es wird der rechte Handabdruck an Hauswänden als sichtbares Zeichen nach Beendigung des Rituals hinterlassen. Der in den Tagen des Opferfests über die Straßen gehängte Schmuck aus Papier oder Lichterketten können ebenfalls die Form von Fatimahänden annehmen.
Entsprechende Praktiken beim Opferfest gibt es auch in anderen Ländern des Nahen Ostens. In Syrien werden an einigen abgelegenen sakralen Plätzen vorwiegend am Freitag, dem wöchentlichen Ruhetag, von den sunnitischen Pilgern Schlachtopfer vollzogen und die in das Blut getauchten Hände auf die Mauern gedrückt. Das regional bekannteste Pilgerziel ist das in Nordwestsyrien gelegene Mausoleum Nebi Huri.